# In Concert (álbum de Eumir Deodato y Airto Moreira)
In Concert es un álbum en vivo colaborativo entre Eumir Deodato y Airto Moreira. Fue publicado en marzo de 1974 a través de CTI Records.

## Recepción de la crítica
Un escritor no especificado de la revista Cash Box escribió: “Las fuerzas combinadas de Deodato y Airto se sienten fuertemente en este nuevo y dinámico LP de CTI, uno que ofrece lo mejor de ellos en conjunto, así como destellos de brillantez individual tan a menudo asociados con sus nombres. [...] Los solos de teclado de Doedato [sic] son expresivos y dominantes a lo largo de la grabación en vivo y el trabajo vocal y de percusión de Airto agrega el alma y los ritmos que mantienen el flujo de energía en un alto nivel”.

## Lista de canciones
| Lado uno |                                             |          |  |
| N.º      | Título                                      | Duración |  |
| 1.       | «Do It Again» (Walter Becker, Donald Fagen) | 6:29     |  |
| 2.       | «Spirit of Summer» (Eumir Deodato)          | 5:33     |  |
| 3.       | «Parana» (Hugo Fattoruso)                   | 6:50     |  |

| Lado dos |                                                       |          |  |
| N.º      | Título                                                | Duración |  |
| 1.       | «Tropea» (Deodato, John Tropea)                       | 8:50     |  |
| 2.       | «Branches» (Hermeto Pascoal, Divina Eulália Oliveira) | 7:14     |  |

- Los lados uno y dos fueron combinados como pista 1–5 en la reedición de CD.

| Bonus tracks (2003 Sony Music reissue) | |          |  |
| N.º                                    | Título | Duración |  |
| 6.                                     | «Baubles, Bangles and Beads (from the B'way Musical, Kismet)» (Alexander Borodin, Robert Craig Wright, George Forrest) | 7:05     |  |
| 7.                                     | «Skyscrapers» (Deodato)                                                                                                | 11:34    |  |

## Créditos y personal
Créditos adaptados desde las notas de álbum de In Concert.
Músicos
- Eumir Deodato – teclados en «Do It Again», «Spirit of Summer» y «Tropea»
- John Giulino – bajo eléctrico en «Do It Again», «Spirit of Summer» y «Tropea»
- John Tropea – guitarra en «Do It Again», «Spirit of Summer» y «Tropea»
- Rick Marotta – batería en «Do It Again», «Spirit of Summer» y «Tropea»
- Rubens Bassini – conga en «Do It Again», «Spirit of Summer» y «Tropea»
- Gilmore Degap – percusión en «Do It Again», «Spirit of Summer» y «Tropea»
- Joe Temperley – saxofón barítono en «Do It Again», «Spirit of Summer» y «Tropea»
- Burt Collins, Joe Shepley – trompeta en «Do It Again», «Spirit of Summer» y «Tropea»
- Garnett Brown – trombón en «Do It Again», «Spirit of Summer» y «Tropea»
- Airto Moreira – voces, percusión en «Parana» y «Branches»
- Flora Purim – voces en «Parana» y «Branches»
- David Amaro – guitarra en «Parana» y «Branches»
- Hugo Fattorusso – piano en «Parana» y «Branches»

Personal técnico
- Creed Taylor – productor
- Bob James – supervisor, arreglos
- Rudy Van Gelder – ingeniero de audio
- Pete Turner – fotografía de portada
- Dean Brown – fotografía de contraportada de Deodato
- Frederico Mendes – fotografía de contraportada de Airto
- Bob Ciano – diseño de portada

## Posicionamiento
| Gráfica (1974)                            | Pico de posición |
| ----------------------------------------- | ---------------- |
| Estados Unidos (Billboard Top LPs & Tape) | 114              |
| Estados Unidos (Billboard Jazz LPs)       | 29               |